# Orrest Head
Orrest Head ist ein Berg (Fell) im nordenglischen Nationalpark Lake District nahe der Ortschaft Windermere.
Trotz seiner wenig herausragenden Eigenschaften an Höhe oder landschaftlicher Besonderheiten ist er ein beliebtes Ausflugsziel, da er der erste Berg ist, den der Autor Alfred Wainwright bei seiner ersten Reise in den Lake District bestieg.
Sein Gipfel ist innerhalb einer Stunde vom Bahnhof Windermere leicht zu erreichen und bietet einen guten Ausblick auf den Old Man of Coniston, Scafell Pike, Great Gable, Fairfield und die Langdale Pikes, einige der höchsten Berge des Lake District.